# Kerstin von Post
Christina (Kerstin) Beata Jacquelina Vilhelmina von Post, född 8 december 1835 på Äs herrgård i Julita socken, död 8 mars 1917 i Paris, var en svensk konstnär. 
Hon var yngsta dotter till generaladjutanten Stafs von Post (1780–1845) och friherrinnan Christina Sofia von Ungern-Sternberg (1794–1874) och växte upp på Äs herrgård.
Kerstin von Post studerade konst i Paris, bland annat för Jean-Baptista-Ange Tissier. Hon målade porträtt, bibliska motiv och genremålningar. Bland hennes verk finns ett porträtt av operasångerskan Kristina Nilsson. von Post är representerad på Uppsala universitetsbibliotek och Nationalmuseum i Stockholm.
I koret i Tvøroyri kyrka på Suduroy på Färöarna hänger en oljemålning av Kerstin von Post som föreställer Jesus som utdelar brödet vid den sista måltiden. Den har varit altartavla i den äldre kyrkan och är dedikerad till församlingen av henne 1885. Hon hade från 1875 en koncession för kolbrytning på ön, och kallades lokalt "Kolafrúan".